# Piszkés-tető
A Piszkés-tető hegy a Mátra hegységben, tengerszint feletti magassága 944 m (korábbi források szerint 946 m), ezzel a Mátra ötödik, Magyarország 17. legmagasabb hegycsúcsa. A kettős csúcsú hegyen épült meg a Piszkéstetői Obszervatórium, mely Magyarország legmagasabban fekvő csillagvizsgáló intézete. Nógrád vármegye legmagasabb pontja.
A hegy geomorfológiailag a „Galya-tető csoportjának” északi határához tartozik, a hegycsoport főgerincének nyugati végét képezi a Galya-tetőtől mintegy 2 km-re nyugatra. A közelben található a mára már erősen megfogyatkozott Piszkés-forrás, amely a Piszkéstetői Obszervatórium vízigényét hivatott volt fedezni. A forrást 1929-ben foglalták a turisták számára, ekkor került rá egy Piszkés-kút tábla. A forrás később átépült a csillagvizsgáló vízművévé és a tábla bekerült az obszervatórium kerítésén belülre, ahol jelenleg is megtekinthető.